# Algininska kiselina
Algininska kiselina (algin, alginat) je anjonski polisaharid koji je široko zastupljen u ćelijskim zidovima mrkih algi, gde putem vezivanja vode formira viskoznu gumu. U ekstrahovanom obliku ona brzo apsorbuje vodu. Ona ima sposobnost apsorbovanja količine vode koja je 200-300 puta veća od njene težine. Njena boja varira od bele do žuto-smeđe. Prodaje se u obliku filamenata, granula i praha.

## Struktura
Algininska kiselina je linearni kopolimer sa homopolimernim blokovima (1-4)-povezanih β-D-manuronata (M) i njihovih C-5 epimera α-L-guluronatnih (G) ostataka, respektivno, kovalentno vezanih u različitim sekvencama ili blokovima.
Monomer se može javiti u homopolimernim blokovima konsekutivnih G-ostataka, konsekutivnih M-ostataka, ili alternirajućih M i G-ostataka.

## Forme
Komercijalne varijante alginata se ekstrahuju iz algi, kao što su gigantske morske trave Macrocystis pyrifera, Ascophyllum nodosum, i razni tipovi Laminaria. Algininat se takođe proizvodi pomoću bakterijskihl rodova Pseudomonas i Azotobacter, koji su imali značajnu ulogu u razjašnjavanju biosintetičkog puta. Bakterijski alginati su korisni u proizvodnji mikro- ili nanostruktura podesnih za medicinske primene.

## Literatura
- Raymond C. Rowe, Paul J. Sheskey, Marian E. Quinn, ур. (2009). „Adipic Acid”. Handbook of Pharmaceutical Excipients (Rowe, Handbook of Pharmaceutical Excipients) (Sixth изд.). Pharmaceutical Pr. стр. 11—12. ISBN 978-0-85369-792-3.

## Spoljašnje veze
- Alginat
- Alginat iz algi Архивирано на веб-сајту  (17. септембар 2013)